# Abbaye de Vaudey
L’abbaye de Vaudey (Vallis Dei) est une ancienne abbaye cistercienne située dans la ville de Bourne (dans le comté du Lincolnshire), en Angleterre. Comme la plupart des abbayes britanniques, elle a été fermée par Henry VIII à la fin de la campagne de dissolution des monastères. Le site, aujourd'hui entièrement rasé, est situé dans le parc du château de Grimsthorpe.

## Histoire

### Fondation
L'abbaye est fondée par Guillaume le Gros (comte d'Aumale et d'York) en 1147 ; celui-ci fait venir treize moines plus l'abbé Warin de l'abbaye de Fountains, qui fondent tout d'abord leur monastère à Bytham (hameau situé à l'ouest de Bourne). Cependant, le lieu se révèle inadapté et les moines se voient invités en 1149 à déménager sur l'emplacement actuel, dans le hameau d'Edenham, avec la permission du hobereau local, Geoffrey de Brachecourt, vassal de Gilbert de Gand,.

### Moyen Âge
Le nouveau site est situé dans la vallée d'un affluent de la rivière Glen (en). Les moines y créent des étangs, y défrichent et mettent en culture la terre ; ils pratiquent en particulier l'élevage ovin et le commerce de la laine.
L'abbaye se développe durant tout le XIIIe siècle, jusqu'à devenir une des plus importants établissements cisterciens de Grande-Bretagne. L'abbé est largement considéré : en 1229, le roi Henri III l'envoie comme ambassadeur auprès de Llywelyn le Dernier ; en 1280, il est chargé de faire respecter la justice en arrêtant tous les moines et frères convers cisterciens qui vagabondent au lieu d'être dans leur monastère.
À la fin de ce siècle, l'abbaye connaît des difficultés financières ainsi que spirituelles ; le nombre de moines de l'abbaye décroît très probablement. Au XIVe siècle, l'abbaye souffre également très fortement de la peste noire.

### Liste des abbés connus de Vaudey
- Warin, premier abbé, 1147 ;
- Richard, attesté en 1204 ;
- William, attesté en 1219 ;
- Nicholas, attesté de 1227 à 1232 ;
- Godfrey, attesté en 1245 ;
- Henry, attesté en 1254 ;
- Simon,élu en 1313 ;
- Walter, attesté en 1323 et en 1325 ;
- John, attesté de 1331 à 1338 ;
- Thomas Cleseby, élu en 1459 ;
- Henry Saxton, attesté en 1529, quitte sa charge en 1532 ;
- William Stile, dernier abbé, élu en 1532[5].

### Dissolution du monastère
En 1536, comme l'immense majorité des monastères britanniques, à la suite de la rupture entre Henry VIII et l'Église catholique, l'abbaye de Vaudey est fermée lors de la campagne de dissolution des monastères. Trois des moines se réfugient à l'abbaye de Kirkstead mais, ayant participé au pèlerinage de Grâce, ils sont condamnés et exécutés en 1537.

### L'abbaye après les moines
Sur les terres de l'abbaye, mais à environ un mile, est construit en 1736 l'actuel château de Grimsthorpe.